# Eugène Debaise
Joseph Eugène Debaise (Havré, 20 oktober 1905 - Villers-Saint-Ghislain, 13 februari 1962) was een Belgisch senator.

## Levensloop
Geboren en getogen dicht bij Bergen, werd hij op zijn veertiende mijnwerker in de steenkoolmijn van Strépy-Bracquegnies. Hij engageerde zich weldra in de vakbond en werd in 1923 syndicaal afgevaardigde voor de Centrale der Mijnwerkers in de Centre. Tijdens de Tweede Wereldoorlog was hij secretaris en schatbewaarder van de illegale syndicale afdeling van Haine-Saint-Paul en was hij betrokken bij passieve verzetsdaden tegen de Duitse bezetter. 
Debaise werd ondervoorzitter van de Centrale der Mijnwerkers in de Centre en volgde in september 1949 Georges Leclercq op als voorzitter van deze vakbondscentrale. In die hoedanigheid maakte hij deel uit van het nationaal comité van de Nationale Centrale der Mijnwerkers. In 1958 werd hij op eigen verzoek ontheven van zijn leidende functies in de Centrale der Mijnwerkers. Daarnaast vertegenwoordigde Debaise van 1947 tot 1956 de mijnwerkers in het uitvoerend comité van de de regionale afdeling van de socialistische vakbond FGTB in de Centre en was hij van 1948 tot 1960 financieel controleur bij de FGTB. 
Op politiek niveau werd Debaise voorzitter en schatbewaarder van de socialistische afdeling van Strépy-Bracquegnies. Van 1944 tot aan zijn overlijden was hij gemeenteraadslid van de gemeente en hij was er tevens voorzitter van de Commissie van Openbare Onderstand. Daarenboven was hij van 1949 tot 1950 provincieraadslid van Henegouwen.
In juni 1950 werd Debaise rechtstreeks gekozen senator voor het arrondissement Bergen-Zinnik in opvolging van de ontslagnemende Roger Roch. Hij bekleedde dit ambt tot aan zijn dood in februari 1962 en hield zich in de Senaat voornamelijk bezig met mijnwerkerspensioenen. 
In februari 1962 liet hij het leven in een auto-ongeval.